# Armin Schwarz
Armin Schwarz (Neustadt an der Aisch, 1963. július 16. –) német autóversenyző.

## Pályafutása
1987-ben és 1988-ban megnyerte a német ralibajnokságot, 1996-ban pedig az európai ralibajnokság győztese volt.
1988 és 2005 között összesen száztizenkilenc rali-világbajnoki futamon indult. Ez időszak egy versenyt nyert meg és hét alkalommal állt dobogón. Pályafutása alatt több gyár versenyzője volt, ezek: Toyota, Mitsubishi, Ford, Škoda, Hyundai.

### Rali-világbajnoki győzelmei
| #  | Dátum                | Rali         | Navigátor  | Autó                  | Összefoglaló |
| -- | -------------------- | ------------ | ---------- | --------------------- | ------------ |
| 1. | 1991. november 10-13 | Katalán rali | Arne Hertz | Toyota Celica GT-Four | Összefoglaló |